# سامپوگرتینگا
سامپوگرتینگا شهری در شهرستان دولوگو در استان بازگا در بورکینافاسوی مرکزی است و جمعیت آن ۴۷۸ نفر است.